# Revista Hidrotehnica
Revista Hidrotehnica este o revistă de hidraulică, gospodărirea apelor, construcții hidrotehnice și protecția mediului care apare în prezent sub egida Administrației Naționale „Apele Române”. Revista a fost înființată în anul 1954 sub denumirea de METEOROLOGIA, HIDROLOGIA și GOSPODĂRIREA APELOR